# Дымковское
Дымковское — село в Туринском городском округе Свердловской области России.

## Географическое положение
Село расположено в 37 километрах к западу от города Туринска (по автотрассе 43 километра), в 0,5 километре к югу от региональной автодороги 65К-3002000 Туринск – Кондрахино.

### Покровский храм
В 1808 году построен каменный трёхпрестольный храм. В 1833 году он был восстановлен после пожара. Главный храм в честь Покрова Пресвятой Богородицы был вновь освящен 5 июля 1834 года, а придел во имя святого Николая, архиепископа Мирликийского — 22 ноября 1833 года. Придел во имя правоверного Прокопия Устюжского построен в 1904 году и освящён 10 мая 1907 года. В советское время храм был закрыт в 1930 году, а затем снесён.

## Население
| 2002 | 2010 |
| ---- | ---- |
| 570  | ↘428 |